# Сидни Гову
Сидни Гову (собственото име на английски, фамилията на френски: Sidney Govou) е френски футболист от бенински произход. Той играе като крило или нападател.

## Клубна кариера
Започва кариерата си в Лион през 1999. През сезон 2004/05 слага капитаската лента, защото тогавашният капитан Клаудио Касапа е бил контузен. Гову става един от основните играчи на Лион, с който печели титлата на Франция 7 пъти поред. В последните три години се слухти около Гову, че ще напусне Лион. През май 2009 г. британските медии пишат за трансфер в Болтън, но това остава само слух. В средата на 2009 наследява капитанската лента от друга легенда на Лион – Жуниньо. През сезон 2009/10 заявява, че това е последният му сезон в „хлапетата“ и напуска поради неразбирателство с треньора Клод Пюел. От юли 2010 г. е играч на Панатинайкос. Там обаче остава само един сезон, след което се връща във Франция с екипа на Евиан.

## Национален отбор
Гову има 49 мача за Франция и 10 попадения. Той участва на Мондиал 2002, Мондиал 2006 и Евро 2008. За мондиал 2006 е извикан в последния момент, за да замени контузения Джибрил Сисе. През 2010 е повикан за Мондиал 2010, където изиграва 3 мача.